# Клінгони
Клінгони (англ. Klingons) — вигадана інопланетна цивілізація гуманоїдів у всесвіті науково-фантастичної франшизи «Зоряний шлях». Цивілізація клінгонів населяє Клінгонську Імперію. Клінгони у більшості фільмів та серіалів «Зоряного шляху» мають характерний зовнішній вигляд, який змінюється з часом виходу нових продовжень франшизи. Клінгони відрізняються войовничістю, безжальністю та жорстокістю до ворогів, проте мають власний кодекс честі, подібний до самурайського бусідо. Клінгони з'явилися вже в першому сезоні оригінального серіалу «Зоряного шляху», та фігурували в усіх наступних фільмах та серіалах франшизи, стаючи найчастіше антагоністами Об'єднаної Федерації Планет, куди входила й Земля, проте нерідко ставали її союзниками.

## Історія появи
Клінгони придумані сценаристом оригінального серіалу «Зоряного шляху» Джином Л. Куном, та названі на честь друга творця «Зоряного шляху» Джина Родденберрі лейтенанта Вілбора Клінгена, який на той час служив у поліції Лос-Анджелеса. Хоча частина персоналу кінокомпанії не підтримала цю назву, іншого варіанту імені для іншопланетних антагоністів землян так і не придумали, тому назва для іншопланетних воїнів так і залишилась, а з часом і прижилась. Уперше клінгони з'явились у серії оригінального серіалу «Місія милосердя». Після цього клінгони регулярно з'являлись у всіх фільмах та серіалах франшизи, та стали однією з основних рас всесвіту «Зоряного шляху».

## Зовнішній вигляд
Зовнішній вигляд клінгонів змінювався протягом усього часу виходу в світ частин франшизи «Зоряного шляху». В оригінальному серіалі клінгони схожі на землян, лише мають зовнішність, схожу на азійську, з темним волоссям та карими очима. Причиною створення такої простої зовнішності полягає в обмеженості коштів для гримування акторів та обмеженості часу для створення складнішого образу. Загалом образ клінгонів задумувався як узагальнений образ противників США, а в умовах Війни у В'єтнамі образом ворога став узагальнений образ вояків з азійською зовнішністю, що найбільше були подібними до китайців, хоча й задумувались вони як футуристичні росіяни, яких на той час розглядали як головних противників американців. Вже у фільмі «Зоряний шлях», першому окремих художніх фільмів франшизи, на лобі клінгонів з'являється зубчатий кістковий виріст, який за задумом творців фрашизи був продовженням хребта. Пізніше кісткові нарости у клінгонів збереглись і в наступних художніх фільмах франшизи, та зображалися й у серіалі «Зоряний шлях: Наступне покоління» і пізніших серіалах. Історичне пояснення зміни зовнішності клінгонів по ходу франшизи дано в серіалі «Зоряний шлях: Ентерпрайз», де стверджується, що під впливом вірусу аугментів генетичний код клінгонів змінився. Щоправда, це не завадило творцям пізнішого серіалу «Зоряний шлях: Дискавері», дія якого відбувається за 20 років до подій оригінального серіалу, знову створити образ клінгонів з кістковими наростами на тілі.

## Анатомія і фізіологія
Клінгони є типовими гуманоїдами, у більшості серіалів та фільмів «Зоряного шляху» вони мають довге темне волосся, бороду та вуса. В оригінальному серіалі клінгони мають темний колір шкіри, схожий на азійський, а в наступних фільмах та серіалах вже світлішу шкіру та волосся, а на тілі, переважно на лобі, з'являються кісткові рогові нарости, які є продовженням хребта. В організмі клінгонів є велика кількість резервних органів, та навіть додатковий набір нервових закінчень, що дає більшу гнучкість їх тілу, а також дає можливість швидко відновлювати втрачені в боях органи, та навіть вирощувати нові органи замість втрачених. Клінгони володіють також великою фізичною силою та витривалістю, значно більшими за людські, а їхня природна схильність до регенерації дозволяє швидко одужувати після хвороби. Клінгони можуть жити до 150 років, проте частіше гинуть у бою задовго до цього віку. Можлива поява міжрасового потомства клінгонів з бетазоїдами, землянами, ромуланцями і тріллами, причому генетичні риси клінгонів залишаються домінантними впродовж кількох поколінь.

## Культура
Клінгони дотримуються суворого кодексу честі, подібного до японського самурайського кодексу бусідо. Їхнє суспільство засноване на війні та боротьбі, клінгони переважно зі зневагою ставляться до чужинців, та типово безжальні й жорстокі до ворогів. Смерть, особливо в бою, вважається для них честю, і є частіше приводом для святкування, а не горя. У старості, або при отриманні важких несумісних із життям травм, чи при небезпеці потрапити в полон, клінгонські воїни часто скоюють ритуальне самогубство, якому надається перевага перед життям у немічному стані, що надає можливість воїну померти з честю. Потрапити в полон, а не померти в битві, приносить безчестя не лише полоненому, а й його нащадкам. Клінгони також є дуже релігійною расою, вірять у свої відповідники пекла та раю. За їхньою легендою, перший клінгон Кортар убив богів, які його створили, й за це був приречений переправляти душі померлих клінгонів у відповідник пекла. Клінгони також дуже полюбляють музику, особливо оперний спів. Творцями серіалу розроблена клінгонська мова, а в 2010 році в Гаазі прихильники клінгонського мистецтва навіть поставили нею першу реальну оперу.

## Історія цивілізації
За частиною джерел, клінгонська цивілізація зародилась у планетній системі зірки Арктур. Початковою назвою клінгонської планети в літературі було «Клінжай», пізніше замінене на «Кронос», розробник мови клінгонів Марк Окранд розробив транскрипцію для цієї назви «Qo'noS». За клінгонським переказами, перший клінгон Кортар убив богів, які його створили, й за це був приречений переправляти душі померлих клінгонів у їх відповідник пекла. Приблизно в 900 році нашої ери на їхній рідній планеті виникла Клінгонська імперія, засновником якої та першим імператором став Кейлесс, який убив тирана Молора. Приблизно в XIV столітті за земним літочисленням планету клінгонів окупували іншопланетні прибульці хурки, які розграбували Кронос, та вивезли значну кількість цінностей на свою планету. Ціною надзусиль клінгонам вдалось вигнати загарбників. Вони також зуміли запозичити в них технології, необхідні для виходу в космос, після чого самі почали експансію на сусідні планети. У ХХІ столітті за земним літочисленням імператора замінила Верховна Рада, що діяла до 2369 року. У 2151 році відбувся перший контакт клінгонів і людей. У цей час, під час першої Темпоральної холодної війни, робились спроби збурити заворушення серед клінгонів, проте їх вдалось придушити. Водночас клінгони вирішили провести експерименти з вирощування супервоїнів за допомогою земної технології аугментів, що спричинило значні зміни їхнього генетичного апарату, і як наслідок зміну зовнішності клінгонів. На початку контактів відносини між клінгонами та Об'єднаною Федерацією Планет були хорошими, проте після знищення одного з клінгонських кораблів, а також утечі капітана Джонатанана Арчера з ув'язнення в клінгонській в'язниці на планеті Рура Пенте, їхні відносини значно погіршилися. На початку ХХІІІ століття за земним літочисленням їхні відносини значно зіпсувались. У 2256 році розпочалась перша війна між клінгонами та Об'єднаною Федерацією Планет, спричинена битвою біля подвійної зірки, спровокована Т'Кувмою, який проповідував необхідність об'єднання усіх клінгонських домів у єдину імперію. Під час цієї війни Федерація тривалий час зазнавала невдач і втратила третину військового флоту, й лише створення загрози столичній планеті клінгонів зуміло зупинити війну без повного розгрому Федерації. У 2266 році нова війна між клінгонами та Федерацією не розпочалась лише завдяки втручанню древньої та могутньої раси органіан, які примусили обидві сторони підписати мирний договір.
Незабаром клінгони уклали мирний договір з ромуланцями, та отримали від них технологію невидимості для кораблів. Проте невдовзі відносини між новими союзниками погіршились, і в 2344 році розпочалась війна клінгонів з ромуланцями після нападу останніх на клінгонську заставу. При цьому при наданні допомоги клінгонам загинув зореліт Федерації «Ентерпрайз-C», що сприяло покращенню відносин між Клінгонською імперією та Федерацією. Невдовзі, у 2367 році, в Клінгонській імперії розпочалась громадянська війна, яку вдалось швидко припинити за негласного втручання федерації. Щоправда, за кілька років, відносини клінгонів з Федерацією знову зіпсувались, оскільки Федерація вирішила не підтримувати вторгнення клінгонів до володінь кардасіанців у зв'язку з небезпідставними підозрами клінгонів, що кардасіанці хочуть стати союзниками Домініону. Відбулось навіть кілька військових зіткнень між клінгонами та силами Федерації. Проте після того, як стало відомо, що цей конфлікт спричинений прихованим втручанням Домініону, його було залагоджено. За 3 роки об'єднані сили Федерації, клінгонів та ромуланців зуміли розбити Домініон. Надалі відносини між Федерацією та клінгонами були дружніми. За частиною хронологій Зоряного шляху, в 2554 році Клінгонська імперія приєдналась до Об'єднаної Федерації Планет.